# Haus der Gladiatoren

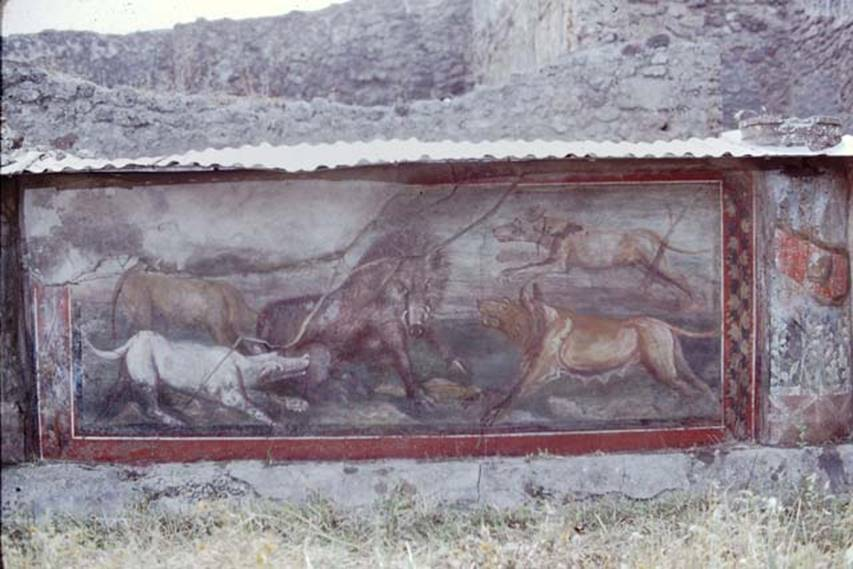
Wandmalerei

Das Haus der Gladiatoren (auch Gladiatorenkaserne, italienisch Casa dei Gladiatori oder Caserma dei Gladiatori) (V 5, 3) befindet sich in Pompeji. Das Haus wurde im ersten Jahrhundert v. Chr. als Privathaus errichtet. Es besteht aus einem großen Peristyl mit Räumen an der Nord- und an der Ostseite. Das Peristyl ist mit acht Säulen an den Längs- und vier an den Schmalseiten geschmückt. An der Ostseite des Hauses befindet sich ein Eingang. Ein weiterer Eingang liegt an der Südseite in einem Anbau des Hauses, der bis zur Straße reicht. Neben diesem Anbau befindet sich ein kleines Haus, das ganz von dem Haus der Gladiatoren im Norden und Westen umgeben ist, im Osten und Süden grenzt es an eine Straßenkreuzung. 
Nach einer Umbauphase wurde das Haus der Gladiatoren als Übungsplatz für Gladiatoren genutzt. Zwischen den Säulen im Peristyl wurden Schranken errichtet, die mit mythologischen Landschaften und Jagdszenen dekoriert sind. Die Nutzung als Gladiatorenübungsplatz ergibt sich vor allem aus zahlreichen Graffiti, die die Gladiatoren im Bau hinterließen. Das Triclinium im hinteren Teil des Hauses ist mit feinen Malereien im Dritten Stil ausgemalt.